# 弗雷德里克·飞利浦
本杰明·弗雷德里克·戴维·飞利浦（荷蘭語：Benjamin Frederik David Philips；1830年12月1日—1900年6月12日）是一位荷兰实业家和银行家。他出生于扎尔特博默尔的一个犹太人家庭，后来，和父亲莱昂·飞利浦一起改信基督教归正宗。最后，在家乡去世。他与儿子赫拉德·飞利浦共同创办的企业是后来的飞利浦电子公司的雏形。他是卡尔·马克思的表弟，其母索菲·普莱斯堡的姐姐是马克思的母亲亨丽埃特·普莱斯堡。